# Monumento coregico di Lisicrate
Il monumento coregico (o coragico) di Lisicrate si trova ad Atene, all'interno dell'antico quartiere della Plaka, nei pressi dell'Acropoli. Venne realizzato per mostrare il tripode ottenuto nel 335-334 a.C. dal corego Lisicrate, un ricco patrono di esibizioni musicali nel Teatro di Dioniso, come primo premio per uno degli spettacoli che aveva sponsorizzato. Il choregos era lo sponsor che pagava e soprintendeva le prove della danza-coro drammatica.
Il monumento di uno dei primi esempi di stile corinzio in uso esterno per un edificio; inoltre l'originalità di comporre una base quadrata e un cilindro verrà ripresa in maniera notevole per tutta l'architettura funeraria posteriore.

## Descrizione

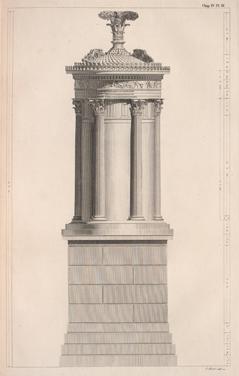
Il disegno del monumento, da Le antichità di Atene, 1762

Il monumento si compone di una base quadrata con un cilindro molto alto caratterizzato da alcune semicolonne in ordine corinzio. Il tetto manteneva un pinnacolo, che a sua volta sosteneva con tre rami d'acanto il premio vinto. Il fregio rappresenta il racconto di Dioniso e dei suoi compagni satiri durante alcuni viaggi per mare, in chiave umoristica, con il dio che tramuta alcuni pirati in delfini.

## Influenza nel neoclassicismo
Le forme del monumento sono state riprese tra il XVIII e il XIX secolo nell'ambito del neoclassicismo, con influenze che si sono protratte anche nell'architettura del Novecento. Alcuni esempi sono il Campidoglio di Nashville, la Borsa di Filadelfia e la cima dell'edificio affacciato su Central Park noto come The San Remo, a New York.